# União Desportiva da Serra
Maillots
L'União Desportiva da Serra est un club de football portugais basé à Santa Catarina da Serra.

## Histoire
Fondé en 1976, l'UD da Serra fait ses débuts dans les championnats régionaux. Le club commence timidement ses débuts dans le football au fin fond du district. Longtemps discret en district le club parvient à monter de division d'honneur pendant la saison 1997-98, ainsi pendant la saison 1998-99 le club évolue pour la première fois de son histoire en quatrième division, mais ne parvient à se maintenir. Les saisons qui suit le club reste sur une bonne dynamique en district, et le club finit cinquième pendant la saison 2000-01 et remporte la même saison la coupe du district.
Le club remporte le championnat du district pendant la saison 2001-02, mais ne parvient à être promu à la suite des bons classements des clubs de la région qui évitent la relégation, ainsi qui évite la montée de l'União da Serra. Chaque saison qui suit le club finit toujours bien classée entre la deuxième et la troisième place, entre-temps le club remporte deux autres coupes du district.
La saison 2006-2007 c'est la consécration pour le club da Serra, le club finit premier et accède à nouveau en quatrième division. De la s'enchaîne les bons résultats, et le club surprend tout le monde et finit deuxième de quatrième division, ainsi pour la première fois de son histoire l'équipe évolue en troisième division la saison suivante. Ce sont les plus belles années de l'União da Serra.
Pendant cette saison 2008-09, le club réalise sa plus belle performance en finissant troisième de sa série, a deux places derrière le voisin le CD Fátima. Les difficultés financières et la crise dans le football sont de plus en plus présente dans le football portugais à l'image de l'autre club voisin l'UD Caranguejeira. Le club met fin à ses activités à la fin de la saison 2010-11 malgré une relégation en division inférieure, le club ne se représente pas pour évoluer la saison 2011-12 en quatrième division. Ainsi tout comme le voisin Caranguejeira, l'União da Serra cesse ses activités dans le football en sénior, mais le club est toujours vivant dans les catégories juniors.

## Joueurs emblématiques
| - André Carvalho - Dino - Carioca - Hugo Carvalho - Marinho | - Miguel Pinho - Morgado - Parracho - Pedro Duarte - Pedro Mendes | - Pimenta - Ruas - Mamadou N'Diaye |

## Palmarès
| Compétitions nationales | Compétitions régionales |
| --- | --- |
| - Championnat du Portugal D3 (0) - Meilleure performance : 3e (2008-09) - Coupe du Portugal (0) - Meilleure performance : 1/16 final (2009-10) | - Championnat de 1re division de l'AF Leiria (2) - Champion : 2001-02, 2006-07 - Coupe de l'AF Leiria (3) - Champion : 2000-01, 2003-04, 2005-06 |